# Carlo Luigi Costantini
Carlo Luigi Costantini (Roma, 1º maggio 1739 – Roma, novembre 1799) è stato un politico e giureconsulto italiano.

## Biografia
Figlio di Cosimo Mattia, originario di Ascoli Piceno, studiò a Roma scienze sacre, letteratura e giurisprudenza, materia in cui si laureò nel 1763. Nel 1766 fu nominato avvocato della Sacra Rota; nel 1770 papa Clemente XIV lo nominò Avvocato Concistoriale, "Avvocato dei poveri" (cioè difensore d'ufficio in tutti i tribunali penali di Roma) e Fiscale della Reverenda Fabbrica di San Pietro. Nel 1778 divenne Deputato della Congregazione di San Girolamo della Carità e della Santissima Nunziata.
Nel 1787 fu eletto Rettore dell'Archiginnasio Romano (l'università di Roma), cui diede un nuovo statuto e nuovi insegnamenti, e di cui era stato bibliotecario della Biblioteca Alessandrina dal 1767.
Per volere di papa Pio VI, nel 1798 divenne membro della Congregazione di Stato; nel febbraio di quell'anno, proclamata la Repubblica Romana, fu console provvisionale per un mese, poi "Prefetto Consolare presso l'Alta Pretura". Morì nel novembre del 1799, e fu sepolto in Santa Maria in Vallicella.
Sposò Felicita Modio, da cui ebbe tre maschi e otto femmine.